# Tentativa de golpe de Estado na Líbia em 1993
A intentona golpista na Líbia de 1993 foi um golpe militar fracassado iniciado por oficiais militares superiores de Warfalla contra o líder líbio Muammar al-Gaddafi em 22 de outubro de 1993. O golpe foi encabeçado por Khalifa Haftar, um antigo oficial do exército líbio exilado desde a década de 1980, que desertaria durante o golpe. O resultado foi a execução de muitos oficiais superiores e a nomeação de membros leais.

## Golpe
Em outubro de 1993, soldados que se opunham à Jamahiriya começaram a se mobilizar para um golpe e se preparam a realização de protestos e a sublevação contra Gaddafi. Khalifa Haftar, durante seu exílio, viaja para vários países contatando  oficiais superiores decepcionados com Gaddafi e organiza uma célula clandestina visando promover a intentona golpista. Rebeliões eclodiram em Misurata e Bani Walid, além disso uma revolta tentou derrubar Gaddafi em Trípoli, mas falhou. Grupos exilados como a Frente Nacional para a Salvação da Líbia afirmaram que atacariam Gaddafi com seus 2.000 soldados ainda estacionados na Líbia. A CIA estaria supostamente envolvida no golpe. A rebelião em Bani Walid foi violenta de acordo com fontes. Khalifa Hunaysh, comandante da "guarda presidencial" de Gaddafi, desempenhou um papel importante na aniquilação das ações rebeldes em Bani Walid. Mais tarde, naquele dia, a Força Aérea da Líbia frustrou os avanços dos golpistas e a rebelião foi posteriormente esmagada.

## Consequências
Muitos membros da tribo Warfalla foram executados e Khalifa Haftar permaneceria exilado, no Chade. Gaddafi mais tarde começou a remover oficiais suspeitos e a substituí-los por outros leais, além de aumentar o exército.